# Носкинбаш (болото)
Носкинбаш — болото на территории Тавдинского городского округа Свердловской области на границе с Тюменской областью России.

## Географическое положение
Болото Носкинбаш расположено в муниципальном образовании «Тавдинский городской округ» Свердловской области, в истоках реки Носка (левый приток реки Иртыш). Болото площадью 90 км², непроходимо, глубиной свыше 2 метров. Болото примыкает к озеру Носкинбаш.